# Орлеанский процесс 1022 года
Орлеанский процесс 1022 года — судебное рассмотрение королём Франции Робертом II Благочестивым и собором епископов обвинений в ереси, выдвинутых против клириков храма Святого Креста в 1022 году. Первый процесс против еретиков на Западе со времён Римской империи, суд в Орлеане возобновил практику сожжений на кострах, не применявшуюся к инаковерующим в течение 6 столетий.
Согласно монаху Павлу из Сэн-Пэр-дё-Шартр, на суде состоялся спор между епископами и еретиками. Еретики отвергли непорочное зачатие и исповедали веру в духовного Иисуса — не осквернившего себя плотью и не страдавшего на кресте. Слова еретиков побудили ряд исследователей отнести их к христианским дуалистам — единомышленникам богомилов и предшественникам катар.